# 歌橋
歌橋（うたはし、文化4年3月21日〈1807年4月28日〉 - 明治10年〈1877年〉9月9日）は、江戸時代後期から幕末の女性で13代将軍・徳川家定の乳母である。藤波寛忠の娘。大奥での位は上臈御年寄。院号は法好院。

## 生涯
徳川家定が嘉永6年（1853年）に13代将軍になると、歌橋は西ノ丸大奥から本丸大奥に移り住む。大奥では家定の実母・本寿院以上の権勢を握り、大奥を牛耳っていた。それは母・本寿院や父・家慶が家定の育児を全て歌橋にまかせっきりで、家定が歌橋を慕っていたからだと言われている。また家定は人前に出ることを極端に嫌う性格だったと言われ、乳母である歌橋にしか心を開かなかったという。
家定の後継者争いでは南紀派に属し、瀧山、本寿院らと共に14代将軍に紀伊藩主・徳川慶福（後の家茂）を推した。
家定没後は落飾して法好院と号した。明治10年（1877年）没。享年71。戒名は法好院殿蓮誉樹光操心法尼。

## 演じた女優
- 維新前夜（1941年・大宝映画　演：沢村貞子）
- 大奥 (1968年のテレビドラマ)（1968年・関西テレビ　演：古林泉）
- 翔ぶが如く（1990年・NHK大河ドラマ　演 : 新橋耐子）
- 篤姫（2008年・NHK大河ドラマ　演：岩井友見）
- 西郷どん（2018年・NHK大河ドラマ　演：猫背椿）
- 青天を衝け（2021年・NHK大河ドラマ・演：峯村リエ）
- 大奥 (2023年のテレビドラマ)（2023年・NHKドラマ10・演：あめくみちこ）